# Auchmeromyia senegalensis
Auchmeromyia senegalensis är en tvåvingeart som först beskrevs av Macquart 1851.  Auchmeromyia senegalensis ingår i släktet Auchmeromyia och familjen spyflugor. Inga underarter finns listade i Catalogue of Life.